# Görümlü, Almus
Görümlü là một thị trấn thuộc huyện Almus, tỉnh Tokat, Thổ Nhĩ Kỳ. Dân số thời điểm năm 2011 là 1.858 người.